# 宾多夫 (梅克伦堡-前波美拉尼亚州)
宾多夫是德国梅克伦堡-前波莫瑞州的一个市镇。总面积40.86平方公里，总人口1268人，其中男性642人，女性626人（2011年12月31日），人口密度31人/平方公里。1848年，赫尔穆特·约翰内斯·路德维希·冯·毛奇生于此。